# Argonauta (1796)
Pour les articles homonymes, voir Argonauta (homonymie).
L'Argonauta est un vaisseau de ligne à deux ponts de la marine espagnole, armé de 80 canons. Lancé en 1796 à Ferrol, il assiste à la bataille d'Algésiras en 1801. L'Argonauta participe à la campagne franco-espagnole aux Antilles en 1805, comme vaisseau-amiral de Gravina, et combat en tête à la bataille des Quinze-Vingt. Présent au sein de l'arrière-garde de la flotte combinée à la bataille de Trafalgar, il affronte la colonne de Collingwood, est capturé et coule dans les jours suivants.

## Conception et construction
Les plans de l'Argonauta sont réalisés par Julián Martín de Retamosa. Il est le jumeau du Neptuno. Le vaisseau est construit dans les chantiers navals du Ferrol, et lancé en juin 1798.
Long de 179 pieds de Burgos (environ 49,9 m) et large de 54 pieds (environ 15 m), le navire présente un creux de 26 pieds et 3 pouces (environ 7,3 m).
Bien que connu sous le qualificatif de vaisseau de 80 canons, l'artillerie principale de l'Argonauta est en fait composée de 30 canons de 36 livres, 32 canons de 18 livres et 16 canons de 8 livres, soit 78 pièces au total. Douze obusiers de 30 livres et quatre de 4 livres forment l'artillerie secondaire du vaisseau.
Son équipage est, à Trafalgar, composé de 801 hommes.

## Service actif
Le 26 avril 1799, la flotte du Ferrol, composée du Real Carlos, de l'Argonauta, du Monarca, du San Agustín et de la frégate La Paix, sort du port, relâche deux jours devant La Corogne puis se dirige vers Rochefort. Commandée par le vice-amiral Melgarejo, elle emporte un corps de débarquement de 3 100 hommes. L'escadre atteint la rade d'Aix le soir du 7 mai. Ayant manqué le rendez-vous avec l'escadre commandée par l'amiral Bruix, les navires espagnols regagnent leur port d'attache.
À la fin du mois d'août 1800, l'Argonauta et le reste de la flotte du Ferrol doivent défendre le Ferrol attaqué par une flotte britannique (en) aux ordres de John Borlase Warren. Les navires espagnols ferment la rade et l'Argonauta occupe une position centrale, entre le Monarca et le Real Carlos. À l'aube du 26 août, le corps de débarquement britannique est attaqué par une colonne de fantassins débarqués de plusieurs navires espagnols, dont 44 soldats du régiment des Asturies venus de l'Argonauta.

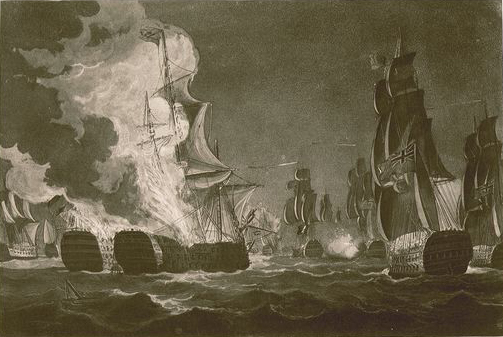
Le Real Carlos et le San Hermenegildo en flamme.

En juillet 1801, l'Argonauta fait partie de l'escadre espagnole qui se porte à la rencontre des vaisseaux français vainqueurs de la première bataille d'Algésiras. L'escadre franco-espagnole, dont l'Argonauta, le San Agustín et le Desaix constituent la troisième escadre, quitte la baie d'Algésiras et se dirige vers Cadix, suivie par une escadre britannique. Dans la nuit du 12 au 13 juillet, l'Argonauta navigue en queue de formation, à bâbord du San Agustín et à tribord du San Hermenegildo, lorsque le HMS Superb se glisse entre celui-ci et le Real Carlos et ouvre le feu. Les deux vaisseaux espagnols se canonnent alors jusqu'à se détruire mutuellement tandis que le vaisseau britannique passe devant l'Argonauta et le San Agustín pour aller attaquer le Saint-Antoine.
Désarmé à la paix, l'Argonauta est réarmé à Cadix en février 1805. Le vaisseau sort de Cadix le 9 avril et rejoint la flotte de Villeneuve en provenance de Toulon, portant à son bord l'amiral Gravina. La flotte combinée fait alors voile vers les Antilles qu'elle atteint péniblement. L'Argonauta  est le seul vaisseau espagnol à ne pas ralentir le mouvement de l'escadre. 
Le 22 juillet 1805, alors que la flotte combinée rentre en Europe et cherche à débloquer les unités franco-espagnoles stationnées au Ferrol, Villeneuve et Gravina rencontrent l'escadre britannique de Robert Calder. Lors de la bataille qui s'ensuit, l'Argonauta est le premier vaisseau de la ligne de bataille franco-espagnole, suivi du Terrible et de l'America. Il affronte le HMS Hero et compte quatre morts et trois blessés à la fin de la bataille. Très endommagé, il est réparé au Ferrol en trois jours. La flotte combinée va ensuite s'enfermer à Cadix où l'Argonauta, pour d'obscures raisons administratives, débarque les troupes aguerries présentes à son bord pour les remplacer par des hommes sans expérience de la mer. Profitant du départ de la flotte de l'amiral Grandallana, Gravina porte son pavillon sur le Príncipe de Asturias, et l'Argonauta passe sous le commandement du capitaine de vaisseau Antonio Pareja.

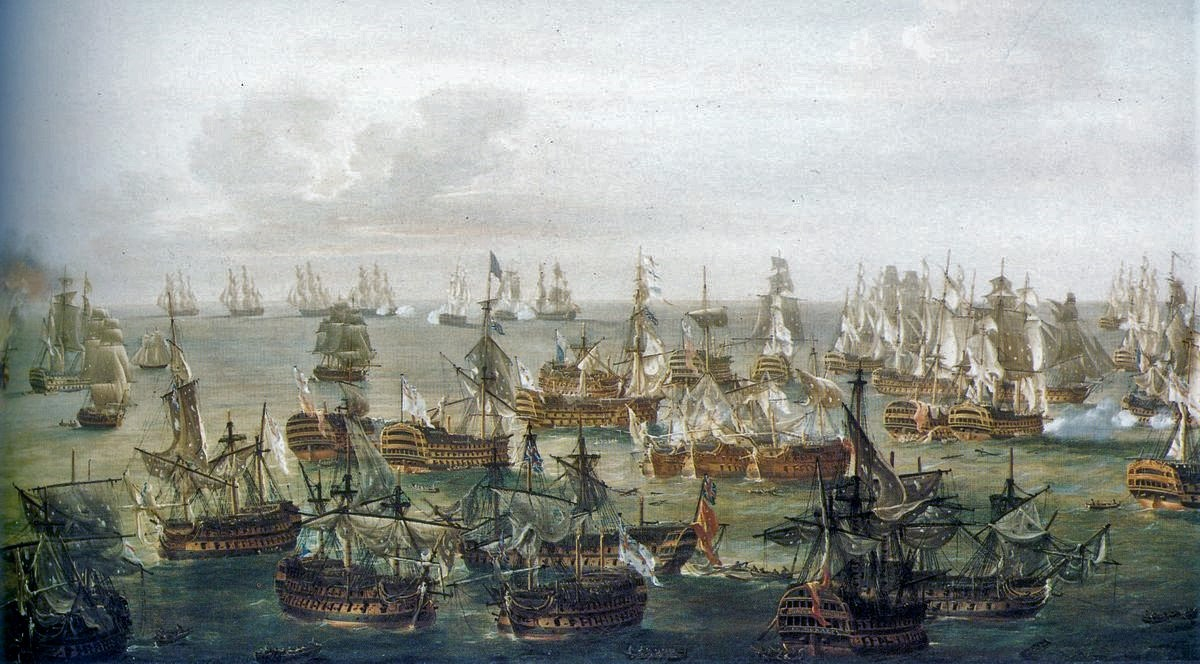
La bataille de Trafalgar à 17 heures, par Nicholas Pocock.

Les 19 et 20 octobre, l'escadre combinée appareille de Cadix et fait voile vers le sud-est. L'Argonauta est affecté à l'escadre d'observation commandée par Gravina. Situé initialement à l'avant-garde alliée, il se retrouve à l'arrière-garde après le demi-tour réalisé le 21 octobre 1805 lorsque l'escadre britannique apparait. Tombé sous le vent de la ligne, le vaisseau se trouve approximativement à tribord du San Ildefonso au début de la bataille de Trafalgar. Le vaisseau vient d'abord soutenir, avec le  Príncipe de Asturias, l'Argonaute, son homonyme français. Avec le Príncipe de Asturias, le Berwick et le San Juan Nepomuceno, il affronte le dernier groupe de la colonne Collingwood, fort de 8 vaisseaux. Il affronte l'Achille au plus près et, à 14 h 30, le capitaine Pareja, blessé, transmet le commandement à son second, le capitaine de frégate Pedro Albarracin. Démâté et hors de combat, la majorité de l'artillerie étant démontée, le navire semble perdu lorsque le Berwick vient s'interposer entre son adversaire et lui.  Un nouvel adversaire, le Bellisle, se présente et, à 15 heures, son timon cassé le rendant ingouvernable, l'Argonauta se rend.
La tempête qui suit la bataille disperse la flotte britannique et laisse plusieurs prises dériver. Le 30 octobre, l'Ajax rejoint l'Argonauta, évacue son équipage et le coule,.

### Note
1. ↑  Les positions des navires franco-espagnols lors de la nuit du 12 au 13 juillet sont incertaines.